# Ицхаки, Авигдор
Авигдор Ицхаки (ивр. אביגדור יצחקי‎; 13 сентября 1949, Ришон-ле-Цион, Центральный округ — 5 апреля 2025, Тель-Авив) — израильский политик. Он был депутатом Кнессета от партии «Кадима», председателем парламентской группы партии и главой коалиции. Он был председателем общества «Друзья Шнайдера».
2 мая 2007 года Ицхаки потребовал, чтобы премьер-министр Эхуд Ольмерт как можно скорее ушёл в отставку после первого доклада комиссии Винограда. 7 февраля 2008 года Ицхаки ушёл из Кнессета из-за «серьёзных сомнений относительно способности Эхуда Ольмерта возглавлять правительство после доклада Винограда». В Кнессете его заменил Шломо Молла.
Скончался 5 апреля 2025 года в возрасте 75 лет.